# The 'Revenue' and the Girl
The 'Revenue' and the Girl è un cortometraggio muto del 1911 prodotto dalla Kalem e diretto da Pat Hartigan.

## Trama
Trama in (EN)  di Moving Picture World  su IMDb

## Produzione
Il film, prodotto dalla Kalem Company, fu girato in California, a Santa Monica.

## Distribuzione
Distribuito dalla General Film Company, il film - un cortometraggio di una bobina - uscì nelle sale cinematografiche USA il 25 dicembre 1911-